# Лоу, Генри Астелл, 7-й барон Элленборо
Генри Астелл Лоу, 7-й барон Элленборо (англ. Henry Astell Law, 7th Baron Ellenborough; 11 июля 1889 — 19 марта 1945) — британский лорд, член Палаты лордов.

## Биография
Обучался в Итонским колледже. Принял титул барона после кончины отца Сесила Генри Лоу, 6-го барона Элленборо в 1931 году. Служил в Личном Его Величества йоркширском лёгком пехотном полку в годы Первой мировой войны, дослужился до звания майора и за храбрость награждён британским Военным крестом. Позднее проходил службу в Корпусе офицеров почётного эскорта в 1934 году. Был заместителем лорда-лейтенанта Дорсета.
Женился на Хелен Дороти Ловатт в 1923 году. В браке родились двое сыновей: Ричард Эдвард Сесил Лоу (8-й барон Элленборо) и почтенный Сесил Таури Генри Лоу.